# 南部バプテスト連盟
南部バプテスト連盟（なんぶバプテストれんめい、英: Southern Baptist Convention）は、アメリカ合衆国南部のバプテスト派の最大勢力。本部をテネシー州ナッシュビルに置く。南部バプテスト派は、アメリカ合衆国パティキュラー・バプテスト派から、奴隷制度に関する意見の対立で1845年に分裂したバプテストの一派を起源とし、現在は米国プロテスタント系キリスト教の最大教派である。米国内の信徒数は約1,600万人で、カトリックの約6,800万人に次ぐ（2006現在）。聖書無誤説（聖書原典の内容は、あらゆる面で完全に正しいとする立場）を取る信者も多く、他の教会や信徒団体にくらべ神学的・政治的に保守・キリスト教右派的なキリスト教根本主義の傾向が強いとされる。
近年においては、女性の主任牧師を認めず、パウロ書簡にある女性の男性への服従義務を信仰告白に明記するなど、保守化傾向をさらに強めている。これに反発する者もおり、アメリカではジミー・カーター元大統領をはじめ信徒の脱退・転会も確認され、またリベラルな日本バプテスト連盟も批判を行っているが、現在は同性婚を容認するような説教が行われるなど多様化している。
2019年、指導者やボランティアおよそ380人が、性的虐待を行っていた疑いがあることが発覚し、テキサス州の新聞社2社の報道によると、1998年以降の被害者は700人以上に上る。

## 主な人物
- ビリー・グラハム（国際的な福音主義宣教師、テレビ伝道師）
- ジェリー・ファルエル（テレビ伝道師、生前は共和党を支援し、政治的に強い影響力を持っていた）
- マーティン・ルーサー・キング・ジュニア（牧師、アフリカ系アメリカ人公民権運動指導者）
- ジミー・カーター（アメリカ合衆国第39代大統領）
- ビル・クリントン（アメリカ合衆国第42代大統領）
- マイク・ハッカビー（アメリカ合衆国の政治家、聖職者）
- テッド・クルーズ（アメリカ合衆国の政治家、テキサス州選出の共和党上院議員）
- リック・ウォレン（バプテスト派サドルバック教会牧師、2009年1月20日、バラク・オバマのアメリカ合衆国大統領就任式で開会の祈祷を務めた。）
- アルバート・モーラー・ジュニア （南部バプテスト神科大学院大学学長）
- C・K・ドージャー（西南学院創立者、宣教師）

## 関連団体
- サドルバック教会
- 西南学院大学
- 西南女学院大学
- 東京バプテスト教会